# John Daniel (Gorilla)
John Daniel war ein westlicher Flachlandgorilla, der ab 1918 in einer englischen Dorfgemeinschaft aufwuchs. Herangewachsen wurde er nach Amerika verkauft, wo er erkrankte und starb.

## Geschichte
Der junge Gorilla wurde 1917 im Londoner Kaufhaus Derry & Toms von dem britischen Major Rupert Penny für 300 £ gekauft – auf heutigen Wert (d. h. 2017) umgerechnet etwa 25 000 £. Der Major gab dem Gorilla den Namen John Daniel. Die Mutter des Affen war im Gebiet des heutigen Gabun von französischen Soldaten erschossen worden. Das Affenbaby war eingefangen und nach England gebracht worden.
Penny überließ den Gorilla seiner Schwester Alyce Cunningham, die ihn in dem Dorf Uley in Gloucestershire aufzog; sie gab ihm den Spitznamen „Sultan“. Der junge Gorilla wuchs in der Dorfgemeinschaft auf. Fotos belegen, wie er mit den Kindern des Ortes unterwegs war. In den Gärten aß er Rosen, und in manchem Haus bekam er Apfelwein, den er liebte. Die Arbeit des örtlichen Schusters beobachtete er fasziniert. John Daniel hatte sein eigenes Schlafzimmer; er konnte das Licht einschalten und die Toilette benutzen; er machte sein Bett und half beim Abwasch. Cunningham nahm John Daniel auch mit nach London, wo sie eine Wohnung in der Sloane Street hatte. Hier nahm er an Dinerparties teil und trank Tee am Nachmittag.
Als der Gorilla nach drei Jahren jedoch zu groß wurde – er wog jetzt etwa 100 kg –, verkaufte Cunningham ihn 1921 an einen Amerikaner für 1000 Guineen – etwas mehr als 1000 £. Doch statt wie erwartet in Florida ein zu Hause zu finden, landete John Daniel beim Zirkus Barnum & Bailey, der ihn auch im damaligen Zoo am Madison Square Garden in New York präsentierte. Dort erkrankte John Daniel; man glaubte zu erkennen, dass er nach seiner Ziehmutter verlangte. Als Cunningham vom Zoo benachrichtigt wurde, machte sie sich sofort auf den Weg – per Schiff. John Daniel starb jedoch an einer Lungenentzündung, bevor sie eintraf.
Der Körper des Gorillas wurde dem American Museum of Natural History in New York übergeben, wo er präpariert und ausgestopft bis heute verblieb.
Die Lokalhistorikerin Margaret Groom dokumentierte die Geschichte von John Daniel mit Fotos in einem Buch über die Geschichte des Dorfes Uley, Notes from the Uley Archives. In dem Roman Für Polina von Takis Würger wird die Lebensgeschichte des Affen John Daniel als durchgängiges Leitmotiv eingesetzt, um den langen Weg der Außenseiterfigur Hannes Prager zu sich selbst zu versinnbildlichen.